# Ајдиновићи (Олово)
Ајдиновићи су насељено мјесто у Босни и Херцеговини, у општини Олово, које административно припада Федерацији Босне и Херцеговине. Према последњем попису становништва из 2013. у насељу је живело само 19 становника.

## Географија
Насеље се налази на надморској висини од 877 метара, површине 5,85 км².

## Становништво
| Националност | 1971.        | 1981.        | 1991.       |
| Срби         | 174 (69,60%) | 134 (66,67%) | 93 (67,88%) |
| Муслимани    | 76 (39,40%)  | 65 (32,34%)  | 44 (32,12%) |
| Југословени  |              | 2 (0,99%)    |             |
| Укупно       | 250          | 201          | 137         |